# Zhaocheng Jin Tripitaka

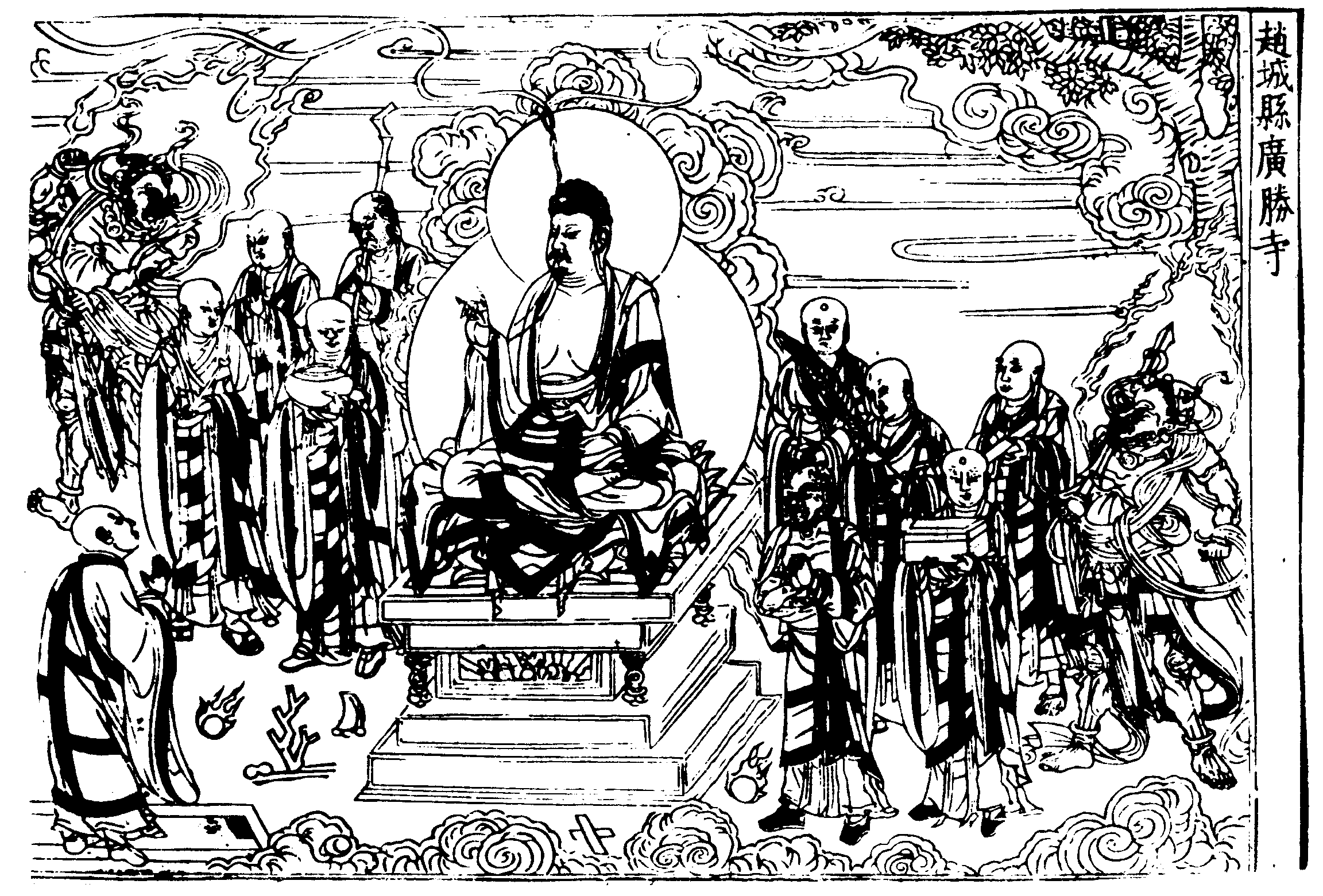
Illustration aus dem Jin-Tripitaka aus dem Guangsheng-Kloster im Kreis Zhaocheng (Zhaocheng xian Guangsheng si)

Zhaocheng Jin Tripitaka (chinesisch 趙城金藏 / 赵城金藏, Pinyin Zhaocheng Jinzang, W.-G. Chao-ch'eng Chin-tsang) ist ein im China der Zeit der Jin-Dynastie (der Jurchen) entstandener chinesischer Druck des Buddhistischen Kanons (Dreikorb). Er wurde in der Zeit von 1149 (dem 9. Jahr von Jin Huangtong) bis 1178 (dem 18. Jahr der Dading-Ära von Jin Shizong), anderen Angaben zufolge bis 1173 (d. h. dem 13. Jahr der Dading-Ära) veröffentlicht.
Die Ausgabe entstand im Tianning-Tempel von Xiezhou und wurde 1933 im Guangsheng-Kloster von Zhaocheng in der chinesischen Provinz Shanxi wiederentdeckt, wonach sie benannt ist. Der ursprüngliche Umfang betrug fast 7.000 juan. Der Überlieferung nach wurde die Ausgabe von Cui Fazhen  angefertigt.
Die Ausgabe hat die des Kaibao Tripitaka zum Muster, die im 10. Jahrhundert in Sichuan während der Kaibao-Ära (968–976) der Song-Dynastie in Chengdu veröffentlicht wurde.

Gebiet der Jin-Dynastie und Nachbarreiche

Ein Teil des Zhaocheng Jin Tripitaka wird heute in der Chinesischen Nationalbibliothek aufbewahrt.

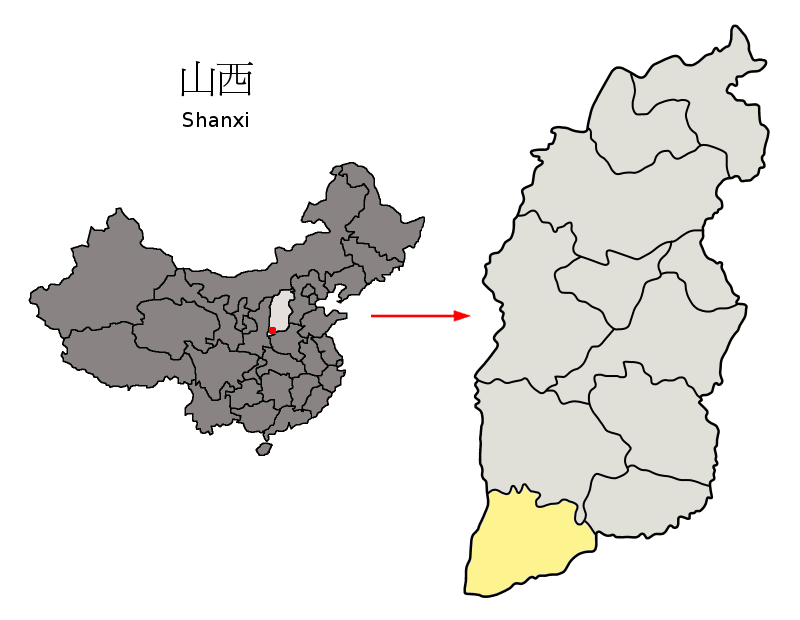
Lage von Yuncheng in der Provinz Shanxi

Eine moderne von der Chinesischen Nationalbibliothek herausgegebene Ausgabe erschien im Januar 2008.